# Reacciones internacionales a las elecciones presidenciales de Venezuela del 2024

Mapa que muestra el reconocimiento de las elecciones presidenciales de Venezuela de 2024.
Venezuela
Reconocimiento/Felicitaciones
Desconocimiento/Petición de verificación
Sin declaraciones

Tras las elecciones presidenciales de Venezuela de 2024 surgieron varias reacciones internacionales, tanto por parte de organizaciones como de Estados, en respuesta a la falta de transparencia del proceso electoral, así como acusaciones de fraude.
El Perú fue el primer país que no reconoció resultados oficiales presentados por gobierno venezolano el 29 de julio de 2024 y en reconocer a Edmundo González como presidente electo de Venezuela. Y fue el primer país con el que Nicolás Maduro dispuso romper relaciones como consecuencia de la posición de Lima en cuanto a comicios del 28 de julio de 2024.

## Estados

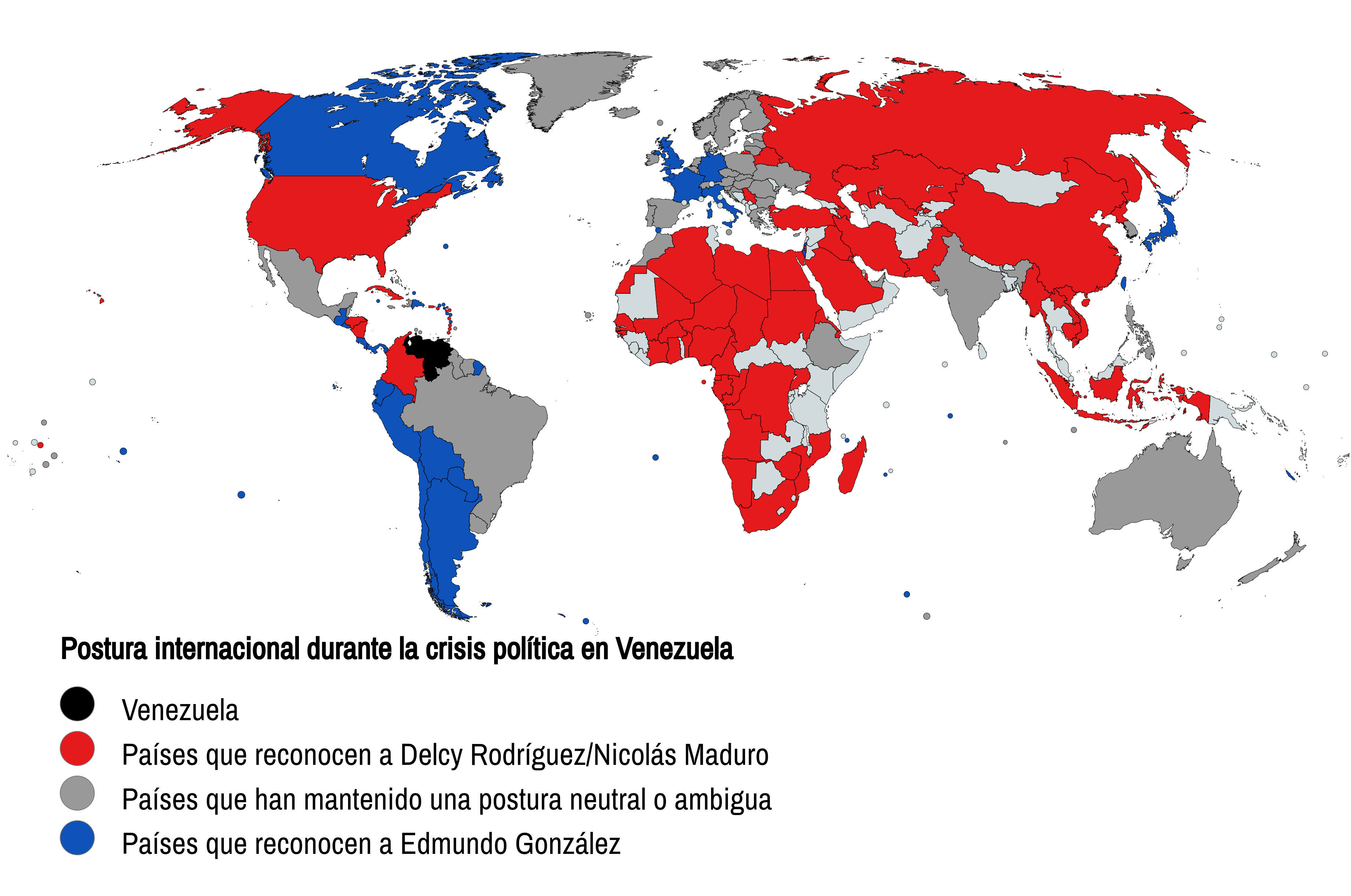
Posicionamientos internacionales de las elecciones presidenciales de Venezuela de 2024

### Países que no reconocen los resultados delCNEy reconocen los resultados de laCCV
- Argentina[1]
- Costa Rica[2]
- Ecuador[3]
- Italia[4]
- Estados Unidos[5]
- Panamá[6]
- Perú[7]
- Paraguay[8]
- Israel[9]
- Francia[10]
- Reino Unido[11]
- Japón[11]
- Alemania[11]
- República Dominicana[12]
- Canadá[13]

Organizaciones supranacionales
- Organización de los Estados Americanos[14]
- Grupo de los Siete[15]

### Países que no reconocen los resultados del CNE y piden conteo transparente de los votos
- Chile[16]
- El Salvador[17][18]
- Guatemala[19]

### Países que piden un conteo transparente de los votos
- Australia
- Bélgica
- Brasil[20]
- Colombia[21]
- España[22]
- Estonia
- Filipinas
- Finlandia
- Guyana[23]
- Haití
- Irlanda
- Jamaica
- México[24]
- Noruega[25]
- Países Bajos
- Portugal[26]
- República Checa
- Surinam
- Ucrania[27]
- Unión Europea[28]

### Países que reconocen los resultados del CNE
En cursiva, países o territorios con reconocimiento limitado.
- Abjasia[29]
- Antigua y Barbuda[30]
- Azerbaiyán[31]
- Bielorrusia[32]
- Birmania[33]
- Bolivia[34]
- Catar[35]
- Camboya[36]
- China[37]
- Corea del Norte[38]
- Cuba[39]
- Dominica[40]
- Eritrea[33]
- Guinea-Bisáu[41]
- Honduras[42]
- Irán[43]
- Laos[44]
- Madagascar[45]
- Namibia[11]
- Nicaragua[43]
- Osetia del Sur[46]
- Pakistán[47]
- República Árabe Saharaui Democrática[48]
- Rusia[49]
- San Vicente y las Granadinas[50]
- Serbia[51]
- Turquía[52]
- Uzbekistán[53]
- Vietnam[54][55]
- Yibuti[11]
- Zimbabue[11]
- Argelia[56]
- República Democrática del Congo[57]
- Mali[58]
- Uganda[59]
- Santa Lucía[59]
- Granada[59]
- Burkina Faso[59]
- Kuwait[60]
- Angola[11]
- República del Congo[44]
- Egipto[11]
- Guinea Ecuatorial[11]
- Santo Tomé y Príncipe[11]
- Sudán[11]
- Mozambique[11]
- Palestina[44]
- Gabón[44]
- Nigeria[61]
- Arabia Saudita[62]
- Libia[44]
- Irak[44]
- Indonesia[44]
- Kazajistán[63]

### África
- Eritrea: El gobierno de Eritrea reconoció los resultados de las elecciones y felicitó a Maduro.[64]
- Madagascar: El presidente de Madagascar, Andry Rajoelina, emitió una declaración pública en la que expresó que Madagascar "saluda" la exitosa demostración de soberanía y democracia de Venezuela, y felicitó a Maduro por su reelección.[65]
- Namibia: El presidente de Namibia, Nangolo Mbumba, expresó su "felicitación revolucionaria" por la reelección de Maduro y calificó los resultados como "una clara demostración de su confianza en [su] liderazgo".[66]
- República Árabe Saharaui Democrática: El presidente Brahim Gali felicitó a Maduro por su reelección, expresó su compromiso de fortalecer las relaciones bilaterales y elogió el proceso democrático de Venezuela.[67]

### América
- Argentina: A través de X (Twitter), el presidente Javier Milei se pronunció antes de darse a conocer los primeros resultados; trató al gobierno de Maduro como una «dictadura comunista» y que: «Argentina no va a reconocer otro fraude, y espera que las Fuerzas Armadas esta vez defiendan la democracia y la voluntad popular».[68] Argentina publicó una declaración conjunta con otros países de la región en la cual exigían una revisión de los resultados y una reunión urgente en la Organización de Estados Americanos, debido a lo cual Venezuela rompió relaciones diplomáticas con Argentina.[69] El 2 de agosto la Cancillería comunicó que «Argentina fue uno de los primeros países en desconocer y rechazar» los resultados de las elecciones y que «la República Argentina sigue con extrema atención y preocupación los acontecimientos en Venezuela a fin de pronunciarse en forma definitiva»,[70] cosa que hizo el 7 del mismo mes mediante otro comunicado, declarando que Edmundo había ganado las elecciones.[71]
- Antigua y Barbuda: El primer ministro Gastón Browne publicó una carta pública en la que felicitaba a Maduro por su victoria electoral y prometía resistir los intentos de otras naciones de interferir en los asuntos internos de Venezuela.[72]
- Brasil: El Presidente de Brasil Luiz Inácio Lula da Silva dio a conocer que no reconocerá la reelección de Nicolás Maduro en Venezuela mientras la Organización de las Naciones Unidas (ONU) y el Centro Carter no realicen las investigaciones necesarias ante los señalamientos realizados por la oposición venezolana.[73] Posteriormente, señalaría que «Venezuela vive un régimen muy desagradable» y que «es un gobierno con sesgo autoritario», sin considerarlo una dictadura.[74]

- Bolivia: Luis Arce, presidente de Bolivia, felicitó a Nicolás Maduro por su victoria electoral e indicó que "Queremos ratificar nuestra voluntad de continuar fortaleciendo nuestros lazos de amistad, cooperación y solidaridad con la República Bolivariana de Venezuela".[75] No obstante, el embajador de Bolivia en Venezuela, Sebastián Michel, reconoció que las actas presentadas por el comando opositor son "actas que provienen de este sistema", refiriéndose al sistema del Consejo Nacional Electoral.[76]
- Chile: El Presidente de la República, Gabriel Boric, se pronunció públicamente a través de su cuenta oficial de X (Twitter) indicando que «el régimen de Maduro debe entender que los resultados que publica son difíciles de creer.» Además, añadió, «la comunidad internacional y sobre todo el pueblo venezolano, incluyendo a los millones de venezolanos en el exilio, exigimos total transparencia de las actas y el proceso, y que veedores internacionales no comprometidos con el gobierno den cuenta de la veracidad de los resultados.» Finalizó su comentario oficial informando que no reconocerán ningún resultado que no sea verificable.[77][78]
- Canadá: La vice primera ministra de Canadá, Chrystia Freeland, expresó que Canadá tenía "serias preocupaciones" sobre los resultados electorales proclamados. Freeland enfatizó el apoyo de larga data de Canadá a la oposición democrática de Venezuela y condenó la naturaleza cada vez más autoritaria del régimen.  La ministra de Relaciones Exteriores, Mélanie Joly, hizo una declaración pública en la que pidió a las autoridades electorales venezolanas que publiquen los resultados detallados de cada centro de votación.[79]
- Cuba: El presidente de Cuba, Miguel Díaz-Canel, celebró las elecciones y sus resultados como una representación de la "dignidad y valentía" del pueblo venezolano frente a "la presión y la manipulación". Felicitó a Maduro y se refirió a él como un "hermano", celebrando el continuo avance de la "Revolución Bolivariana y Chavista".[39]
- Colombia: El canciller Luis Gilberto Murillo, se pronunció pidiendo «conteo total de los votos y auditoría» de las elecciones venezolanas: «Los resultados deben contar con toda la credibilidad».[80] Presidente Gustavo Petro expresa sus dudas a través de su cuenta de X (Twitter) "Las graves dudas que se establecen alrededor del proceso electoral venezolano pueden llevar a su pueblo a una profunda polarización violenta con graves consecuencias de división permanente de una nación que ha sabido unirse muchas veces en su historia".[81]
- Costa Rica: Mediante un comunicado del gobierno de Rodrigo Chaves, dijo que no reconoce la elección de Maduro, repudiándola y llamándola «fraudulenta». Agregó que trabajará en conjunto con los «gobiernos democráticos» del continente y organismos internacionales para lograr que se respete la voluntad del pueblo venezolano.[82] Costa Rica también ofreció asilo a María Corina Machado, Edmundo González Urrutia y a otros líderes de la oposición.[83]
- Dominica: El primer ministro de Dominica, Roosevelt Skerrit, felicitó a Maduro y afirmó que cree que "la democracia seguirá reinando" y espera "que todos podamos respetar los resultados y seguir trabajando con Venezuela y su pueblo".[84]
- Ecuador: La Cancillería ecuatoriana indicó, mediante su cuenta en X (Twitter), que rechaza la «falta de transparencia en las elecciones» venezolanas, añadiendo que: «la ausencia de garantías en el proceso… deslegitiman y vician los resultados de las elecciones», llamando también a la Comunidad Internacional a vigilar y verificar la transferencia de los comicios. El presidente Daniel Noboa reposteó el mensaje en su cuenta, agregando que: «hay políticos que intentan aferrarse al poder, ese es el peligro de la dictadura» y solicitó que el Cancillería realice gestiones para convocar al Consejo Permanente de la OEA y tratar la situación de Venezuela.[85]
- El Salvador: El presidente Nayib Bukele calificó de fraude el resultado electoral oficial del Consejo Nacional Electoral de Venezuela, que otorgó el triunfo a Nicolás Maduro en las elecciones presidenciales y dijo, "Lo que vimos ayer en Venezuela no tiene otro nombre más que fraude. Una 'elección' donde el resultado oficial no tiene relación con la realidad. Algo evidente para cualquiera".[18]
- Estados Unidos: El secretario de Estado de Estados Unidos, Antony Blinken, exigió «que cada voto se cuente de manera justa y transparente» tras elecciones en Venezuela. «Nos preocupa seriamente que el resultado anunciado no refleje la voluntad ni los votos del pueblo venezolano», afirmó.[86]
- Guatemala: El presidente Bernardo Arévalo, cuestiona resultados proclamación de Maduro: «Venezuela merece resultados transparentes, certeros y apegados a la voluntad de su pueblo», afirmó Arévalo de León en un mensaje a través de sus canales oficiales.[87] El 5 de agosto, el presidente Arévalo dijo que Guatemala no reconoce a Maduro, rechazó los resultados del CNE, pero no llegó a reconocer a González.[88]
- Guyana: El gobierno de Guyana pidió una verificación "transparente" de las elecciones.[89]
- Honduras: La presidenta Xiomara Castro emitió un comunicado en el que dijo "nuestras felicitaciones especiales y saludos democráticos, socialistas y revolucionarios al presidente Nicolás Maduro y al valiente pueblo de Venezuela por su triunfo inobjetable, que reafirma su soberanía y el legado histórico del Comandante Hugo Chávez".[90]
- Haití: Haití en la OEA votó a favor de exigir al gobierno de Maduro que publique todos los datos electorales.[91]
- Jamaica: Jamaica en la OEA votó a favor de exigir al gobierno de Maduro que publique todos los datos electorales.[91]
- México: La Secretaría de Relaciones Exteriores emitió un comunicado en el que pide una revisión transparente que incluya las actas de la agencia electoral y los informes completos.[92] En contraste, el presidente Andrés Manuel López Obrador dijo que reconocerá el triunfo de Maduro si «el CNE confirma la tendencia».[93]
- Nicaragua: La vicepresidenta Rosario Murillo felicito a Nicolás Maduro, diciendo que el «El pueblo venezolano avanza en luz, vida y verdad».[94] Posteriormente el presidente Daniel Ortega denuncio un supuesto "golpe de estado" debido a los cuestionamientos de los resultados proporcionados por el CNE.[95]
- Panamá: El presidente de la República de Panamá, José Raúl Mulino, expresó su rechazo a los resultados de las recientes elecciones en Venezuela y anuncia el retiro del personal diplomático tras elecciones de Venezuela.[96]
- Paraguay: El presidente de Paraguay, Santiago Peña, abogó este lunes por la verificación de cada una de las actas de las elecciones en Venezuela,[97]
- Perú: El Canciller peruano, Javier González Olaechea indicó a través de su cuenta de X (Twitter) que «condena la las irregularidades con voluntad de fraude del gobierno de Venezuela» y que «el Perú no aceptará la violación de la voluntad popular del pueblo venezolano». Gonzáles llamó a consulta a su embajador[98] Perú reconoció al opositor Edmundo González Urrutia como "presidente electo", mientras Venezuela decide romper relaciones diplomáticas con la República del Perú.[99] El 30 de julio el gobierno de la presidenta Dina Boluarte ordenó militarizar la frontera con Ecuador ante el posible estallido de una nueva crisis de refugiados venezolanos.[100]
- República Dominicana: El presidente dominicano, Luis Abinader insistió en la postura de su Gobierno de que es necesaria la presentación de las actas de las elecciones de Venezuela, bajo observación internacional. El gobierno Dominicano acató la salida de sus representantes, “No tenemos embajador en Venezuela, acatamos esa decisión (…) Como esta es una situación cambiante cada día, nos mantendremos viendo lo que vamos a hacer. Lo que nunca nosotros vamos es a renunciar a nuestros principios de lucha por la democracia”.[101]
- San Vicente y las Granadinas: El Ministerio de Relaciones Exteriores y Comercio Exterior de San Vicente y las Granadinas felicitó a Maduro y afirmó que "siguen confiando en que continuará la justa causa de la Revolución Bolivariana.[102]
- Surinam: Surinam votó a favor de exigir al gobierno venezolano la publicación de todos los registros electorales.[103]
- Uruguay: El mandatario Luis Lacalle Pou se pronunció rechazando los resultados de las elecciones generales venezolanas. «Así no! Era un secreto a voces. Iban a ‘ganar’ sin perjuicio de los resultados reales. El proceso hasta el día de la elección y el del escrutinio claramente estuvo viciado. No se puede reconocer un triunfo si no se confía en la forma y los mecanismos utilizados para llegar a él», indicó en su cuenta de X (Twitter).[104] Posteriormente, el Senado aprobó una declaración que acusa al régimen de Maduro de fraude electoral.[105]

### Asia
- Azerbaiyán: El presidente de Azerbaiyán, Ilham Alíyev, felicitó a Maduro por su reelección y expresó esperanzas de que continúen fortaleciéndose las relaciones bilaterales entre Azerbaiyán y Venezuela.[106]
- Catar: El jeque de Catar, Tamim bin Hamad Al Thani, felicitó a Maduro y "espera fortalecer las relaciones bilaterales". El Consejo de la Shura de Catar también participó en la supervisión de las elecciones.[107]
- Camboya: El canciller de la República, Yván Gil, extendió su agradecimiento a los pueblos del mundo, específicamente a Camboya por su reconocimiento y felicitaciones, con motivo del triunfo del presidente Nicolás Maduro, por su reelección en los comicios celebrados el pasado 28 de julio. "En nombre del presidente Nicolás Maduro, agradecemos al primer ministro de Camboya, Hun Manet, por sus saludos por la victoria electoral y sus deseos de prosperidad", dijo.[108]
- China: Xi Jinping, presidente de la República Popular China, felicitó a Maduro por las elecciones e indicó que ambos países son «buenos socios que caminan hacia un desarrollo común».[109] Un portavoz del Ministerio de Relaciones Exteriores chino dijo que su gobierno «está dispuesto a enriquecer la asociación estratégica» de ambos países.[110]
- Irán: El portavoz del Ministerio de Relaciones Exteriores iraní, Nasser Kanaani, felicitó al gobierno y al pueblo de Venezuela y calificó las elecciones presidenciales de "exitosas".[111]
- Japón: Japón tachó de «opaco» el proceso electoral y pidió comicios «justos y libres», según comunicó el portavoz del poder Ejecutivo japonés, Yoshimasa Hayashi.[112]
- Siria: El presidente sirio, Bashar al-Ásad, felicitó a Maduro y a la población venezolana por su "adhesión a la soberanía de su país y a la Constitución", además de su "libre e independiente voluntad de alejarse de cualquier intento de interferir en sus asuntos internos". Expresó la necesidad de que naciones como Venezuela y Siria mantengan relaciones estrechas para mantener su autonomía.[113]

### Europa
- Alemania: El Ministerio de Relaciones Exteriores de Alemania emitió una declaración pública en X (Twitter) pidiendo acceso a todos los registros electorales y de votación y la publicación de los resultados de cada mesa electoral en detalle.[114]
- Bielorrusia: El presidente bielorruso, Aleksandr Lukashenko, felicitó a Maduro "en nombre del pueblo bielorruso" y expresó su fe en su capacidad para mantener la soberanía de Venezuela.[115]
- España: El presidente Pedro Sánchez expresó que ha asegurado que la transparencia en los resultados de las elecciones presidenciales de Venezuela es "imperativa" y que es necesario que se verifiquen "todas las actas de todas las mesas".[116] La vice primera ministra segunda de España, Yolanda Díaz, pidió un reconocimiento de los resultados, pero coincidió con el llamado a una mayor transparencia.[117] El Congreso de los Diputados instó al Gobierno de España a reconocer a Edmundo como presiente electo,[118] mientras que el Senado de España reconoció a Edmundo como presidente electo.[119]
- Italia: El vice primer ministro de Italia, Antonio Tajani, declaró que el gobierno italiano estaba "perplejo" por los resultados electorales informados, y expresó su aprensión sobre el reclamo de victoria de Maduro que refleja "la voluntad del pueblo".[114]
- Hungría: El ministro de Relaciones Exteriores, Máté Paczolay, expresó el apoyo de Hungría a María Corina Machado y González, diciendo que Maduro intenta "aferrarse al poder".[120]
- Macedonia del Norte: Pese a que el gobierno macedonio no se ha pronunciado directamente sobre el reconocimiento de la legalidad de los comicios, luego de que el fiscal nacional Tarek William Saab denunciara un «hackeo» del sistema señalando como origen de este al país europeo, el ministro macedonio de servicios digitales Stefan Andonovski, respondió al régimen venezolano, señalando que estaban acusando sin pruebas a diversos estados extranjeros durante años, los cuales nada tienen que ver, ni tienen responsabilidad alguna en los asuntos internos de Venezuela,[121] También, desde el Ministerio del Interior macedonio han señalado que las acusaciones hechas por Venezuela han sido seguidas con mucha atención, pero que no han recibido ninguna solicitud de investigación, ni de entrega de información desde el régimen de Nicolás Maduro.[121]Desde el mismo ministerio además señalan que, por mucho de que se tengan registradas IPs macedonias, eso no significa que el “ataque informático” haya sido hecho desde Macedonia del Norte, sino que pudo haber sido hecho desde servicios VPN usados por piratas informáticos desde una ubicación desconocida, que utilizan ubicaciones aleatorias de cualquier continente en el planeta.[121]Cabe destacar que Macedonia del Norte no reconoció inicialmente a Nicolás Maduro como presidente de Venezuela, ya que en 2019, durante la crisis presidencial, el país reconoció a Juan Guaidó como presidente de Venezuela,[122] tildándose al régimen de Maduro como 'autoritario', por parte del gobierno de Macedonia del Norte.[121]
- Noruega: El viceministro de Relaciones Exteriores de Noruega, Andreas Motzfeldt Kravik, expresó la necesidad de una "total transparencia" de los resultados electorales para garantizar la validez de los comicios.[123]
- Portugal: El Ministerio de Asuntos Extranjeros señaló en un mensaje traducido al español en su cuenta de X que «solo la transparencia garantizará la legitimidad» en el país latinoamericano.[124]
- Rusia: El presidente de la Federación Rusa Vladímir Putin, felicitó a Maduro por los resultados en las elecciones, y el portavoz del Kremlin, Dimitri Peskov, instó a la oposición a «aceptar la derrota».[125] El embajador ruso en Venezuela, Sergey Melik-Bagdasarov, calificó los resultados de "confiables" y felicitó la victoria electoral de Maduro como una representación de "la posición de Venezuela en el mundo multipolar emergente".[126]
- Reino Unido: El Ministerio de Relaciones Exteriores británico alegó que hubo "graves irregularidades" en los resultados de la votación y solicitó que el Consejo Electoral de Venezuela publicara los resultados precisos y detallados del conteo de votos para determinar que los resultados de las elecciones coincidían con el voto del pueblo venezolano.[114]
- Serbia: El presidente de Serbia, Aleksandar Vučić, felicitó a Maduro por los resultados de las elecciones y agradeció a Venezuela por retener el reconocimiento de Kosovo.[127]
- Turquía: Turquía es el único país de la OTAN que mantiene buenas relaciones con Venezuela. El Ministerio de Relaciones Exteriores de Turquía declaró que estaba complacido con las elecciones presidenciales en Venezuela y la forma en que se llevaron a cabo en un ambiente de paz y tranquilidad. El presidente Erdogan llamó a Maduro y expresó su gratitud por el apoyo de Venezuela a Palestina.[128]
- Ucrania: El gobierno de Ucrania pidió un recuento "transparente" de los votos y condenó el uso de la fuerza contra los manifestantes.[129]

### Oceanía
- Australia: El Gobierno de Australia instó enérgicamente a un retorno pacífico a la democracia en Venezuela mediante elecciones presidenciales libres y justas. También instó a las autoridades venezolanas a garantizar el pleno respeto de la libertad de reunión y expresión.[130]

## Organizaciones internacionales
Unión Europea: El representante de la Unión Europea para Asuntos Exteriores, Josep Borrell pide «el conteo detallado de votos y acceso a las actas de votación» en Venezuela: «La voluntad debe ser respetada». El Parlamento Europeo reconoció a Edmundo González como presidente electo el 19 de septiembre, con los votos a favor del Partido Popular Europeo, Grupo de los Conservadores y Reformistas Europeos y Patriotas por Europa, la abstención de Renew Europe y los votos en contra de Grupo de la Alianza Progresista de Socialistas y Demócratas, La Izquierda en el Parlamento Europeo y Grupo de Los Verdes/Alianza Libre Europea.
 Organización de los Estados Americanos: Según el «Comunicado de la Oficina del Secretario General sobre el Proceso Electoral en Venezuela e Informe de la Secretaría»: "A lo largo de todo este proceso electoral se vio la aplicación por parte del régimen venezolano de su esquema represivo... haciendo que ese resultado quedara a disposición de la manipulación más aberrante". «La peor forma de represión es impedir soluciones democráticas a través de elecciones». Señaló permitiendo que el pueblo ejerza su derecho al voto en un entorno libre y justo. Sin embargo, falló en aprobarse una declaración que instaba al gobierno venezolano a mostrar las actas de la elección; tal declaración tuvo 17 votos a favor pero 11 abstenciones, entre ellas las de Colombia y Brasil, con la ausencia de México. Tras las críticas, estos tres gobiernos hicieron una declaración conjunta independiente solicitando al gobierno de Maduro que muestre las actas y promueva la negociación con la oposición. Luego de ese comunicado, hicieron otro con el mismo mensaje, pero esta vez llamando al respeto de los derechos humanos.
ALBA: El ALBA-TCP felicitó a Maduro, calificándolo como una "demostración de la fuerza de la democracia participativa y activa venezolana, cuyo pueblo, asediado por las potencias imperialistas, ha expresado su voluntad de manera cívica y profundamente patriótica en una elección histórica por la paz y la estabilidad de la región y el mundo entero".
Internacional Socialista: La Internacional Socialista, conformada por 132 partidos socialdemócratas a nivel mundial, pidió que todas las actas electorales fuesen ofrecidas por el CNE y rechazó la expulsión de embajadores del país.
 Organización de las Naciones Unidas: Un panel de expertos electorales declaró que «la falta de resultados detallados no tiene precedentes en las elecciones contemporáneas» y que Venezuela «no siguió las disposiciones reglamentarias», además de afirmar que las elecciones «carecieron de integridad y transparencia básicas».

## Partidos políticos

### América
- Argentina: El Frente Renovador del exministro de Economía y candidato presidencial para 2023 Sergio Massa pidió al gobierno de Maduro que publique los resultados completos, y calificó la proclamación de victoria de Maduro de "irregular" y "carente de pruebas". La declaración también condenó el uso de la violencia por parte de las fuerzas estatales venezolanas contra los manifestantes.[142]
- Chile: El Partido Comunista de Chile emitió un comunicado felicitando a Maduro y afirmando que "la certeza que la institucionalidad electoral de Venezuela transparentará los mecanismos y procedimientos que validan el mencionado proceso".[143]
- El Salvador: El Frente Farabundo Martí para la Liberación Nacional felicitó a Maduro y afirmó que "el pueblo venezolano ha dicho no al fascismo, no al bloqueo, no a la violencia y no a la intervención imperialista".[144]
- Uruguay: A través de un comunicado, el Frente Amplio dijo que «la jornada electoral transcurrió en paz», pero «espera la publicación, por parte del Consejo Nacional Electoral, de las actas».[145] El Partido Comunista, que está dentro de la misma coalición, negó las acusaciones de fraude; «Hay sectores que denuncian, sin pruebas, un supuesto fraude. La derecha y el imperialismo yanqui siempre desconocieron los resultados de las elecciones en Venezuela, impusieron sanciones y hasta dieron golpes de Estado».[146] El Partido Nacional calificó al régimen de Maduro como «dictatorial» y manifestó «su rechazo absoluto a la falta de transparencia del proceso electoral».[147]

## Otros
El 9 de agosto de 2024, el periodista argentino Leandro Lutzky renunció de Telesur después de las elecciones presidenciales de Venezuela de 2024. Leandro declaró que estaba en desacuerdo con la cobertura electoral del canal, diciendo que en medio de las denuncias de irregularidades del proceso no le parecía ético decir que el "sistema electoral es el mejor y más seguro del mundo".

### Academia
Francis Fukuyama, Steven Levitsky, Susan Stokes y otros académicos estudiosos de la democracia firmaron una carta abierta que pedía a la comunidad internacional reconocer la victoria de Edmundo González y promover una «transición pacífica y democrática».

### Organizaciones no gubernamentales

#### Freedom House
En una carta abierta, la organización condenó la censura y el uso de la tecnología para perseguir y detener a los disidentes políticos, y llamó a varias organizaciones internacionales, como la OEA, a urgir al gobierno venezolano a respetar los derechos humanos y las leyes internacionales sobre libertad de expresión y libre asociación.

#### Amnistía internacional
La organización se mostró «alarmada» por la supresión de las protestas y recordó que «el Estado de Venezuela está obligado, en virtud del artículo 68 de su Constitución y del derecho internacional, a respetar y proteger, sin discriminación, los derechos de todos los manifestantes, así como de los observadores de las protestas, los transeúntes y los periodistas».